# Oxum Opará
Opará/Apará (Òpárá) é a divindade dos rios e cachoeiras, por vezes confundida como uma qualidade da Orixá Oxum, mas aos iorubás se trata de uma divindade própria, muito guerreira.
Òpárá é por um lado meiga e doce, calma como a água de um rio e algumas vezes revoltada e agressiva como a queda d’água de uma cachoeira onde as águas batem violentamente nas pedras. Muitos mistérios cercam essa divindade, que tem característica de Oxum e Oiá[carece de fontes?] ao mesmo tempo, hora uma hora outra e a influência do segundo Orixá que pode ser Ogum ou Xangô. Esconde uma fonte de força não comparável a qualquer Orixá, tem forte ligação com as Iamis-Oxorongá as (mães ancestrais), carrega um espelho e uma alfange (espada curta) para guerrear, dança com doçura e ao mesmo tempo com agilidade e rapidez nos passos, veste dourado e rosa, seu filhos têm problema de hipertensão e sistema nervoso.
Opará não admite mentiras e não vê defeitos em seus filhos, gosta de tudo muito bem limpo e seus filhos são intuitivos, enxergam coisas de longe, assim como dá a seus filhos o poder de ler todo e qualquer oráculo.
Oxum ou Oloxum, na religião iorubá, é um orixá que reina sobre a água doce dos rios, o amor, a intimidade, a beleza, a riqueza e a diplomacia. Oxum é dona do ouro e da nação Ijexá. Tem o título de ialodê entre os orixás.